# Josep Maria Ganyet i Cirera
Josep Maria Ganyet i Cirera (Vic, 1965) és un enginyer informàtic català. Llicenciat per la Universitat Autònoma de Barcelona el 1988, s'ha especialitzat en intel·ligència artificial.
A final dels anys 80 va formar part del grup musical Víctimes de la Tos. Posteriorment, inicià la seva carrera professional amb IBM i Deutsche Bank en disseny d'interacció humana. També treballà a publicitat en línia per l'agència El Sindicato (actualment, del grup Havas) i creà el portal emocional Hoy Me Siento. El 1994 fundà la seva primera empresa a internet, Ars Virtualis. Actualment, és executiu en cap i cofundador de l'estudi Mortensen i, participa en l'empresa emergent Soundkik. Paral·lelament, és professor de nous mitjans als estudis de Comunicació Audiovisual de la Universitat Pompeu Fabra. Col·labora a El món a RAC 1, La Vanguardia, VIA Empresa, Barcelona TV i la revista Cavall Fort, i és consultor de Gotomedia. El 1998 publicà el llibre Interacció humana amb els ordinadors (UOC).
El 5 de desembre del 2012 creà la campanya Keep Calm and Speak Catalan, basada en el conegut cartell Keep Calm and Carry On, en contra del projecte de reforma educativa emprès pel Ministre d'Educació del Govern d'Espanya, José Ignacio Wert (després de la seva amenaça d'«espanyolitzar els estudiants catalans»), un fet considerat per la major part de l'arc parlamentari català com una nova amenaça a l'educació en català.
El febrer el 2023 va publicar el llibre "La democràcia mor al núvol", on alerta sobre els perills de l'espionatge a través de les noves tecnologies i la necessitat d'una regulació per protegir els drets individuals dels ciutadans.

## Publicacions
- Interacció humana amb els ordinadors (UOC, 1998)
- La democràcia mor al núvol (La Magrana, 2023)